# Els Domenys
Els Domenys o els Domenges és un despoblat de l'antic terme d'Alforja. Ferran Jové l'anomena «els Diumenges».

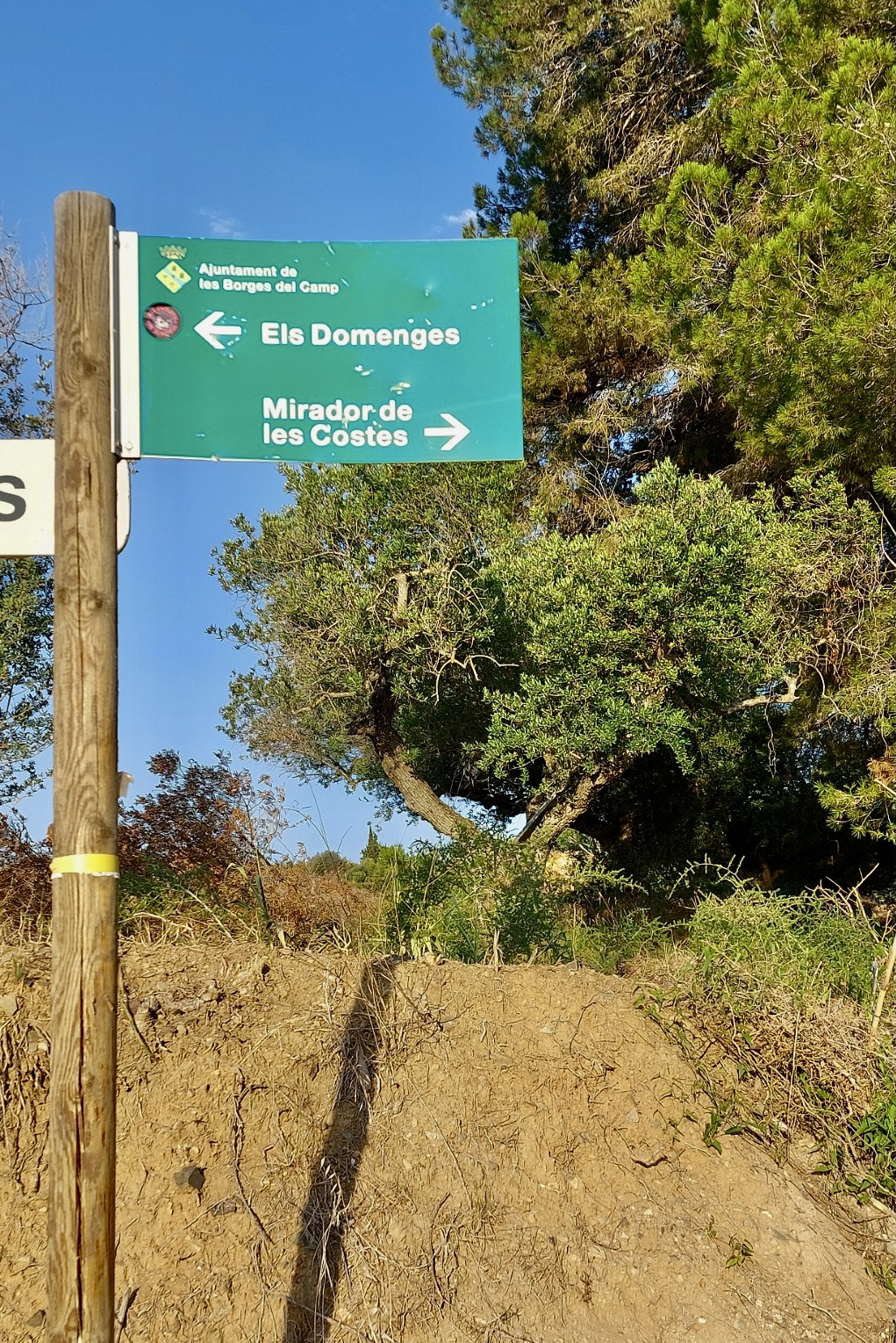
Cartell indicador dels Domenges a Les Borges del Camp

Va quedar despoblat al segle xix. Actualment, la major part d'aquesta partida de terra és al municipi de Botarell, i una petita porció és al terme de Les Borges del Camp. El territori formava part de la senyoria dels Arcs, ja que era dins de les terres de Pere dels Arcs per herència de la seva mare Romeva d'Alforja. A la mort de Pere dels Arcs, les terres van passar a l'abadessa de Bonrepòs el 1241, probablement filla seva, i l'arquebisbe de Tarragona Pere d'Albalat les va comprar el 1243. El mateix Albalat n'adquirí els drets de la monarquia a canvi de perdonar un deute a Jaume I. El 1339 formava part de la Comuna del Camp i el 1406 va ajudar a la construcció de les muralles de Cambrils.
Al cens de Pere el Cerimoniós, fet amb motiu de les Corts celebrades a Cervera l'any 1359, era un nucli de població amb 27 focs, cens que recollia els habitants de tots els llogarrets de l'entorn.